# Nati nel 1970/Agosto
| Questa pagina contiene informazioni ricavate automaticamente dalle voci biografiche con l'ausilio del template Bio e di un bot. L'aggiornamento è periodico e automatico e ricostruisce completamente la pagina. Se manca una persona in questa lista, sei pregato di non aggiungerla, ma accertati piuttosto che la sua voce biografica contenga il template Bio e che i dati anagrafici siano correttamente compilati. Se il template Bio manca, inseriscilo tu stesso o, in alternativa, metti l'avviso {{tmp\|Bio}} che ne segnala la mancanza. Se i dati riportati sono sbagliati, correggi direttamente la voce biografica; le modifiche saranno visibili in questa lista entro pochi giorni. Per chiarimenti vedi il progetto biografie. La lista contiene solo le 357 persone che sono citate nell'enciclopedia e per le quali è stato implementato correttamente il template Bio. Pagina aggiornata al 18 ago 2025. |

- 1º agosto - Quentin Coryatt, ex giocatore di football americano statunitense
- 1º agosto - José Dolgetta, calciatore e allenatore di calcio venezuelano († 2023)
- 1º agosto - Eric Engo, ex calciatore gabonese
- 1º agosto - Jennifer Gareis, attrice statunitense
- 1º agosto - Haraldur Ingólfsson, ex calciatore islandese
- 1º agosto - David James, allenatore di calcio e ex calciatore inglese
- 1º agosto - Elon Lindenstrauss, matematico israeliano
- 1º agosto - Mark Petchey, allenatore di tennis e ex tennista britannico
- 1º agosto - Arístides Rojas, ex calciatore paraguaiano
- 1º agosto - Alessandro Rolla, tecnico del suono italiano
- 2 agosto - Tony Amonte, ex hockeista su ghiaccio statunitense
- 2 agosto - David Cárcamo, ex calciatore honduregno
- 2 agosto - Alessandro Ciriani, politico italiano
- 2 agosto - Natal'ja Ivanova, ex schermitrice russa
- 2 agosto - Hans Jörg Rüegsegger, politico svizzero
- 2 agosto - Mohamed Sayed Ibrahim, ex giocatore di calcio a 5 egiziano
- 2 agosto - Jun Senoue, compositore e chitarrista giapponese
- 2 agosto - Luigi Seviroli, compositore e musicista italiano
- 2 agosto - Kevin Smith, regista, sceneggiatore e attore statunitense
- 2 agosto - José Antonio Sánchez Medina, ex atleta paralimpico spagnolo
- 2 agosto - Masafumi Takada, compositore giapponese
- 2 agosto - Ricardo Tavarelli, ex calciatore paraguaiano
- 2 agosto - Yap Kim Hock, ex giocatore di badminton malese
- 2 agosto - Yu Sun-bok, ex tennistavolista nordcoreana
- 3 agosto - Elizabeth Berrington, attrice britannica
- 3 agosto - Barbara Blanc, attrice italiana
- 3 agosto - Stephen Carpenter, chitarrista statunitense
- 3 agosto - Umberto Carteni, regista e sceneggiatore italiano
- 3 agosto - Gina G, cantante australiana
- 3 agosto - Itamar Golan, pianista israeliano
- 3 agosto - James Gregory, ex pentatleta statunitense
- 3 agosto - Thierry Neuvic, attore francese
- 3 agosto - Oleg Peškov, aviatore e militare russo († 2015)
- 3 agosto - Masahiro Sakurai, autore di videogiochi giapponese
- 3 agosto - Hans Smees, pilota motociclistico olandese
- 3 agosto - Masaharu Suzuki, ex calciatore giapponese
- 4 agosto - John August, sceneggiatore, regista e produttore cinematografico statunitense
- 4 agosto - Bret Baier, giornalista statunitense
- 4 agosto - Matteo Becucci, cantautore italiano
- 4 agosto - Ángel Edo, ex ciclista su strada spagnolo
- 4 agosto - Fabio Fulco, attore e ex modello italiano
- 4 agosto - Claudine Gay, politologa statunitense
- 4 agosto - Steve House, alpinista statunitense
- 4 agosto - Hakeem Jeffries, politico e avvocato statunitense
- 4 agosto - Rich Kenah, ex mezzofondista statunitense
- 4 agosto - Ron Lester, attore statunitense († 2016)
- 4 agosto - Peter Olsson, ex sciatore alpino svedese
- 4 agosto - Kristin Richardson, attrice statunitense
- 4 agosto - Orlando Trustfull, allenatore di calcio e ex calciatore olandese
- 5 agosto - Konstantin Erëmenko, giocatore di calcio a 5 e calciatore russo († 2010)
- 5 agosto - Dennis Schmidt-Foß, doppiatore e attore tedesco
- 5 agosto - Leonid Ivanovyč Stadnyk, veterinario ucraino († 2014)
- 5 agosto - Tanya Wexler, regista statunitense
- 5 agosto - Gabriela Zingre-Graf, ex sciatrice alpina svizzera
- 6 agosto - Yutaka Akita, allenatore di calcio e ex calciatore giapponese
- 6 agosto - Rex Andrew Clement Alarcon, arcivescovo cattolico filippino
- 6 agosto - Ana Balitcaia, ex cestista moldava
- 6 agosto - Pedro Barbosa, ex calciatore portoghese
- 6 agosto - Daniela Battizzocco, showgirl e attrice italiana
- 6 agosto - Samanta Botter, ex rugbista a 15, allenatrice di rugby a 15 e dirigente sportiva italiana
- 6 agosto - Chris Bruno, ex calciatore britannico
- 6 agosto - Alan Cox, attore britannico
- 6 agosto - Juan Jara, ex calciatore paraguaiano
- 6 agosto - Paolo Martelli, calciatore italiano († 1999)
- 6 agosto - Giuseppe Mastromatteo, artista e fotografo italiano
- 6 agosto - Monica Olmi, ex nuotatrice italiana
- 6 agosto - M. Night Shyamalan, regista, sceneggiatore e produttore cinematografico indiano
- 6 agosto - Erwin Thijs, ex ciclista su strada belga
- 6 agosto - Ricardo Villalobos, disc jockey cileno
- 6 agosto - Petra Volpe, regista e sceneggiatrice svizzera
- 6 agosto - Martín Zúñiga, ex calciatore messicano
- 7 agosto - Andrea Aiello, ex pallavolista italiano
- 7 agosto - Marlies Askamp, ex cestista tedesca
- 7 agosto - Jovo Bosančić, ex calciatore serbo
- 7 agosto - Massimiliano De Giovanni, fumettista e saggista italiano
- 7 agosto - Andrew Fahie, politico anglo-verginiano
- 7 agosto - Kim Hill, musicista statunitense
- 7 agosto - Mischa Kamp, regista olandese
- 7 agosto - Eric Namesnik, nuotatore statunitense († 2006)
- 7 agosto - Davide Rossi, violinista e produttore discografico italiano
- 7 agosto - Rod Sellers, ex cestista statunitense
- 7 agosto - Andrej Andreevič Tarkovskij, regista russo
- 7 agosto - Carmelo Travia, pianista, compositore e arrangiatore italiano
- 8 agosto - Trev Alberts, ex giocatore di football americano statunitense
- 8 agosto - Simone Annicchiarico, conduttore televisivo italiano
- 8 agosto - Pascal Duquenne, attore belga
- 8 agosto - Rónald González, allenatore di calcio e ex calciatore costaricano
- 8 agosto - Abdellah Karroum, critico d'arte e editore marocchino
- 8 agosto - Lee Ki-bum, ex calciatore sudcoreano
- 8 agosto - José Francisco Molina, allenatore di calcio e ex calciatore spagnolo
- 8 agosto - Lambert Sonna Momo, informatico svizzero
- 8 agosto - Jennifer Simard, attrice statunitense
- 8 agosto - Sheila Stone, attrice pornografica italiana
- 8 agosto - Karel Vácha, allenatore di calcio e ex calciatore ceco
- 8 agosto - Chester Williams, rugbista a 15 e allenatore di rugby a 15 sudafricano († 2019)
- 9 agosto - Albert Aguilà, ex calciatore spagnolo
- 9 agosto - Rod Brind'Amour, allenatore di hockey su ghiaccio e ex hockeista su ghiaccio canadese
- 9 agosto - Chris Cuomo, giornalista statunitense
- 9 agosto - Roar Hagen, ex calciatore norvegese
- 9 agosto - Patricio Hurtado, ex calciatore ecuadoriano
- 9 agosto - Lee Jones, ex calciatore gallese
- 9 agosto - Thomas Lennon, attore e sceneggiatore statunitense
- 9 agosto - Walter Osta, ex sciatore freestyle italiano
- 9 agosto - Mirjam Unger, regista, giornalista e fotografa austriaca
- 9 agosto - Stacy Valentine, ex attrice pornografica statunitense
- 9 agosto - Aleksej Voevodin, ex marciatore russo
- 10 agosto - Christophe Blain, fumettista e illustratore francese
- 10 agosto - Steve Bryan, ex tennista statunitense
- 10 agosto - Francesco De Vito, attore italiano
- 10 agosto - Doug Flach, ex tennista statunitense
- 10 agosto - Emir Halimić, ex cestista bosniaco
- 10 agosto - John Hennigan, giocatore di poker statunitense
- 10 agosto - Iván Merlo, ex rugbista a 15, imprenditore e procuratore sportivo argentino
- 10 agosto - Carlos Moedas, ingegnere, economista e politico portoghese
- 10 agosto - Alessandro Rossi, regista italiano
- 10 agosto - Il'ja Samochin, giocatore di calcio a 5 russo († 2014)
- 10 agosto - Gino Torretta, ex giocatore di football americano statunitense
- 11 agosto - Osama Abdullah, ex calciatore kuwaitiano
- 11 agosto - Marco Amenta, regista, produttore cinematografico e fotoreporter italiano
- 11 agosto - Andy Bell, chitarrista e bassista gallese
- 11 agosto - Chance Boyer, attore statunitense
- 11 agosto - Jorge Luis Campos, ex calciatore paraguaiano
- 11 agosto - Filippo Cattabiani, ex cestista italiano
- 11 agosto - Filippo Dal Moro, ex calciatore italiano
- 11 agosto - Elke Felicetti, ex pattinatrice di velocità su ghiaccio italiana
- 11 agosto - Eddie Halvey, ex rugbista a 15 irlandese
- 11 agosto - Aaron Lawrence, ex calciatore giamaicano
- 11 agosto - Gianluca Pessotto, dirigente sportivo e ex calciatore italiano
- 11 agosto - Ali Shaheed Muhammad, rapper, disc jockey e produttore discografico statunitense
- 12 agosto - Darko Butorović, ex calciatore croato
- 12 agosto - Salvador Calvo, regista spagnolo
- 12 agosto - Manuel De Peppe, cantautore, attore e arrangiatore italiano
- 12 agosto - Frank Deville, ex calciatore lussemburghese
- 12 agosto - Aleksandar Đurić, ex calciatore bosniaco
- 12 agosto - Mariola Fuentes, attrice spagnola
- 12 agosto - Sharon A. Hill, geologa e scrittrice statunitense
- 12 agosto - Charles Mesure, attore neozelandese
- 12 agosto - Fumitake Miura, allenatore di calcio e ex calciatore giapponese
- 12 agosto - Alberto Senigagliesi, allenatore di sci alpino e ex sciatore alpino italiano
- 12 agosto - Anthony Swofford, scrittore, insegnante e ex militare statunitense
- 12 agosto - Oleg Terëchin, ex calciatore russo
- 12 agosto - Gabriele Torsello, fotoreporter italiano
- 13 agosto - Alessio Bonomo, cantautore italiano
- 13 agosto - Antonio Bucciarelli, allenatore di calcio e ex calciatore italiano
- 13 agosto - Casiano Delvalle, ex calciatore paraguaiano
- 13 agosto - Spike Dudley, ex wrestler statunitense
- 13 agosto - Carlos García García, ex calciatore spagnolo
- 13 agosto - Elvis Grbac, ex giocatore di football americano statunitense
- 13 agosto - Sven Kmetsch, allenatore di calcio e ex calciatore tedesco
- 13 agosto - Seana Kofoed, attrice statunitense
- 13 agosto - Gianluca Luisi, pianista italiano
- 13 agosto - Lisa Nilsson, cantante svedese
- 13 agosto - Alan Shearer, ex calciatore inglese
- 13 agosto - Abdoul Salam Sow, ex calciatore guineano
- 14 agosto - Hannah Beachler, scenografa statunitense
- 14 agosto - Carlos Germano, ex calciatore brasiliano
- 14 agosto - Vincenzo Di Pilato, presbitero e teologo italiano
- 14 agosto - Arno Doomernik, ex calciatore olandese
- 14 agosto - Sláva Doseděl, allenatore di tennis e ex tennista ceco
- 14 agosto - Mark Heaney, batterista britannico
- 14 agosto - Jákup Mikkelsen, ex calciatore faroese
- 14 agosto - Francesco Squillace, ex arbitro di calcio italiano
- 14 agosto - Mirko Taccola, allenatore di calcio e ex calciatore italiano
- 15 agosto - Anthony Anderson, attore e personaggio televisivo statunitense
- 15 agosto - Christian Bernardi, atleta paralimpico sammarinese
- 15 agosto - Chris Byrd, ex pugile statunitense
- 15 agosto - Maddie Corman, attrice statunitense
- 15 agosto - Masahiro Endō, ex calciatore giapponese
- 15 agosto - Darko Jozinović, allenatore di calcio e ex calciatore croato
- 15 agosto - Anastasios Kakos, ex arbitro di calcio greco
- 15 agosto - Julian Voss-Andreae, scultore tedesco
- 16 agosto - Saif Ali Khan, attore indiano
- 16 agosto - Sergio Bergamelli, ex sciatore alpino italiano
- 16 agosto - Caron Bernstein, modella, attrice e cantante sudafricana
- 16 agosto - Raouf Bouzaiene, ex calciatore tunisino
- 16 agosto - Fabio Casartelli, ciclista su strada italiano († 1995)
- 16 agosto - Fernando Cristóbal, pilota motociclistico spagnolo
- 16 agosto - Silvio Franceschelli, politico italiano
- 16 agosto - Dena Head, ex cestista e allenatrice di pallacanestro statunitense
- 16 agosto - Manisha Koirala, attrice e produttrice cinematografica indiana
- 16 agosto - Art Langeler, allenatore di calcio olandese
- 16 agosto - Erez Lev Ari, cantautore israeliano
- 16 agosto - Mauricio Pozo, ex calciatore cileno
- 16 agosto - Killah Priest, rapper statunitense
- 16 agosto - Eliécer Rojas, ex cestista cubano
- 16 agosto - Lionel Rouxel, allenatore di calcio e ex calciatore francese
- 16 agosto - Christopher Smith, regista e sceneggiatore britannico
- 16 agosto - Eric Swann, ex giocatore di football americano statunitense
- 17 agosto - Jim Courier, commentatore televisivo, allenatore di tennis e ex tennista statunitense
- 17 agosto - Romana Hamzová, ex cestista ceca
- 17 agosto - István Kovács, ex pugile ungherese
- 17 agosto - Götz Kubitschek, editore e politico tedesco
- 17 agosto - Øyvind Leonhardsen, allenatore di calcio e ex calciatore norvegese
- 17 agosto - Justin Peca, allenatore di hockey su ghiaccio e ex hockeista su ghiaccio canadese
- 17 agosto - Jorge Posada, ex giocatore di baseball portoricano
- 17 agosto - Tammy Townsend, attrice statunitense
- 17 agosto - Salvatore Zanghì, ex pallamanista italiano
- 18 agosto - Yasser el-Hajj, ex cestista libanese
- 18 agosto - Bob Kennedy, ex mezzofondista statunitense
- 18 agosto - Oleh Matvjejev, ex calciatore ucraino
- 18 agosto - Jon McCarthy, allenatore di calcio e ex calciatore nordirlandese
- 18 agosto - Jay Obernolte, politico statunitense
- 18 agosto - Cédric Vasseur, dirigente sportivo e ex ciclista su strada francese
- 18 agosto - Sergio Verdirame, ex calciatore argentino
- 18 agosto - Malcolm-Jamal Warner, attore statunitense († 2025)
- 18 agosto - Kuo Chu Wu, coreografo e regista teatrale taiwanese († 2006)
- 18 agosto - Samar Yazbek, scrittrice e giornalista siriana
- 18 agosto - Arif Əsədov, allenatore di calcio e ex calciatore azero
- 19 agosto - Ludovic Bource, compositore e arrangiatore francese
- 19 agosto - Kōnstantinos Fasouliōtīs, ex calciatore cipriota
- 19 agosto - Fat Joe, rapper statunitense
- 19 agosto - Nicola Fazzini, compositore, sassofonista e direttore artistico italiano
- 19 agosto - Mat Johnson, scrittore e saggista statunitense
- 19 agosto - Flycat, artista e writer italiano
- 19 agosto - George Sangster, ornitologo olandese
- 19 agosto - Gary Yourofsky, attivista, educatore e oratore statunitense
- 20 agosto - Celso Ayala, allenatore di calcio e ex calciatore paraguaiano
- 20 agosto - Fernando Batista, allenatore di calcio e ex calciatore argentino
- 20 agosto - Alain Bédé, ex calciatore ivoriano
- 20 agosto - Els Callens, ex tennista belga
- 20 agosto - Fred Durst, cantante e rapper statunitense
- 20 agosto - Danijela Ilić, ex cestista e allenatrice di pallacanestro jugoslava
- 20 agosto - Ove Jørstad, calciatore norvegese († 2008)
- 20 agosto - Vladislav Lemiş, calciatore sovietico († 2021)
- 20 agosto - Michela Marzano, filosofa, scrittrice e politica italiana
- 20 agosto - Jirō Matsumoto, fumettista giapponese
- 20 agosto - Oleksandr Pavljuk, generale ucraino
- 21 agosto - Jila Baniyaghoob, giornalista iraniana
- 21 agosto - John Carmack, programmatore e autore di videogiochi statunitense
- 21 agosto - Carmo Dalla Vecchia, attore, modello e fotografo brasiliano
- 21 agosto - Eric Daman, costumista statunitense
- 21 agosto - Erik Dekker, ex ciclista su strada e dirigente sportivo olandese
- 21 agosto - Steve Everitt, ex giocatore di football americano statunitense
- 21 agosto - Jorge Giménez, ex giocatore di calcio a 5 paraguaiano
- 21 agosto - Maria Heiskanen, attrice finlandese
- 21 agosto - David Hopkin, allenatore di calcio e ex calciatore scozzese
- 21 agosto - Marc Evan Jackson, attore, doppiatore e comico statunitense
- 21 agosto - Adonis Jordan, ex cestista statunitense
- 21 agosto - Lisi Leututu, ex calciatore samoano americano
- 21 agosto - Nanaia Mahuta, politica e antropologa neozelandese
- 21 agosto - Germain Mendomé, calciatore gabonese († 2013)
- 21 agosto - Giacinto Palmarini, attore teatrale italiano
- 21 agosto - Marco Pietroniro, ex hockeista su ghiaccio canadese
- 21 agosto - Murilo Rosa, attore, conduttore televisivo e ex taekwondoka brasiliano
- 21 agosto - Dario Simoni, allenatore di pallavolo italiano
- 21 agosto - Reggie Smith, ex cestista statunitense
- 21 agosto - Paolo Vidoz, ex pugile italiano
- 21 agosto - Cathy Weseluck, doppiatrice canadese
- 22 agosto - Giada De Laurentiis, conduttrice televisiva, cuoca e scrittrice italiana
- 22 agosto - Ricco Groß, ex biatleta e ex fondista tedesco
- 22 agosto - Liudis Massó Beliser, ex atleta paralimpica cubana
- 22 agosto - Tímea Nagy, ex schermitrice ungherese
- 22 agosto - Janez Ožbolt, ex biatleta sloveno
- 22 agosto - Gianluca Ramazzotti, attore e comico italiano
- 22 agosto - Marta Richeldi, attrice italiana
- 22 agosto - Yasemin Sannino, cantante e attrice italiana
- 22 agosto - Shaun Steels, batterista britannico
- 22 agosto - Assunta Tartaglione, politica italiana
- 22 agosto - Scott Waugh, regista, stuntman e montatore statunitense
- 23 agosto - Veronica Cannizzaro, attrice, doppiatrice e conduttrice televisiva italiana
- 23 agosto - Ben Eine, writer inglese
- 23 agosto - Lawrence Frank, allenatore di pallacanestro e dirigente sportivo statunitense
- 23 agosto - Brad Mehldau, pianista statunitense
- 23 agosto - Jay Mohr, attore e comico statunitense
- 23 agosto - Nikolai Starikov, scrittore e politico russo
- 23 agosto - River Phoenix, attore, musicista e attivista statunitense († 1993)
- 23 agosto - Jeff Stern, ex cestista statunitense
- 24 agosto - Marcello Abbondanza, allenatore di pallavolo italiano
- 24 agosto - Guido Alvarenga, ex calciatore paraguaiano
- 24 agosto - Michelangelo Cauz, ex ciclista su strada italiano
- 24 agosto - Juan Copa, allenatore di hockey su pista e ex hockeista su pista spagnolo
- 24 agosto - Enrico Giaretta, cantautore italiano
- 24 agosto - Dan Henderson, artista marziale misto e ex lottatore statunitense
- 24 agosto - Eduardo Jiguchi, ex calciatore boliviano
- 24 agosto - Tugay Kerimoğlu, allenatore di calcio e ex calciatore turco
- 24 agosto - Juan Merino, allenatore di calcio, dirigente sportivo e ex calciatore spagnolo
- 24 agosto - Stephan Paßlack, ex calciatore tedesco
- 24 agosto - Gernot Reinstadler, sciatore alpino austriaco († 1991)
- 24 agosto - Nordik Ruhi, ex calciatore albanese
- 24 agosto - Kjetil Undset, ex canottiere norvegese
- 24 agosto - Vincenzo Viva, vescovo cattolico italiano
- 25 agosto - Alexander Bade, allenatore di calcio e ex calciatore tedesco
- 25 agosto - Andrea Bianchi, ex calciatore italiano
- 25 agosto - Davide Campofranco, ex calciatore italiano
- 25 agosto - Selçuk Ernak, allenatore di pallacanestro turco
- 25 agosto - Debbie Graham, ex tennista statunitense
- 25 agosto - Hao Haidong, ex calciatore cinese
- 25 agosto - Robert Horry, ex cestista statunitense
- 25 agosto - Aaron Jeffery, attore neozelandese
- 25 agosto - Jo Dee Messina, cantante statunitense
- 25 agosto - Zanda Redāla, ex cestista lettone
- 25 agosto - Claudia Schiffer, supermodella, attrice e produttrice cinematografica tedesca
- 25 agosto - Gianluca Tucci, allenatore di pallacanestro italiano
- 25 agosto - Sergio Vega, bassista statunitense
- 25 agosto - Ronald Waterreus, ex calciatore olandese
- 26 agosto - José Barroso, allenatore di calcio e ex calciatore portoghese
- 26 agosto - Mario Canu, fantino italiano
- 26 agosto - Olimpiada Ivanova, ex marciatrice russa
- 26 agosto - Velko Jotov, ex calciatore bulgaro
- 26 agosto - Mauricio Larriera, allenatore di calcio e ex calciatore uruguaiano
- 26 agosto - Jason Little, ex rugbista a 15 australiano
- 26 agosto - Melissa McCarthy, attrice e comica statunitense
- 26 agosto - Kornelius Sipayung, arcivescovo cattolico indonesiano
- 26 agosto - Olga Vigil, ex cestista cubana
- 27 agosto - Pekka Aalto, ultramaratoneta finlandese
- 27 agosto - Yvonne Bürgin, politica svizzera
- 27 agosto - Peter Ebdon, giocatore di snooker inglese
- 27 agosto - Edson Cholbi Nascimento, allenatore di calcio e ex calciatore brasiliano
- 27 agosto - Tony Kanal, bassista, tastierista e produttore discografico britannico
- 27 agosto - Jeff Kenna, allenatore di calcio e ex calciatore irlandese
- 27 agosto - Mayumi Narita, nuotatrice giapponese
- 27 agosto - Matt Painter, ex cestista e allenatore di pallacanestro statunitense
- 27 agosto - Francesca Schiavo, attrice e cantante italiana
- 27 agosto - Reggie Slater, ex cestista statunitense
- 27 agosto - Jim Thome, giocatore di baseball statunitense
- 27 agosto - Kelly Trump, ex attrice pornografica tedesca
- 27 agosto - Karl Unterkircher, alpinista e esploratore italiano († 2008)
- 28 agosto - Sherrié Austin, attrice e cantante australiana
- 28 agosto - Robert Battle, direttore artistico, coreografo e ex ballerino statunitense
- 28 agosto - Carlos Enrique Carrasquilla, ex schermidore colombiano
- 28 agosto - Giuseppe Falsone, mafioso italiano
- 28 agosto - José Manuel Gomes, allenatore di calcio portoghese
- 28 agosto - William González, ex schermidore colombiano
- 28 agosto - Mike Lapper, allenatore di calcio e ex calciatore statunitense
- 28 agosto - Elmar Messner, ex snowboarder italiano
- 28 agosto - Mian Mian, scrittrice e attrice cinese
- 28 agosto - Mario Saccone, ex calciatore argentino
- 28 agosto - Daniel Šmejkal, ex calciatore ceco
- 29 agosto - Jacco Eltingh, ex tennista olandese
- 29 agosto - Robertas Giedraitis, allenatore di pallacanestro e ex cestista lituano
- 29 agosto - Alessandra Negrini, attrice brasiliana
- 30 agosto - Lucia Ahn, pianista e modella sudcoreana
- 30 agosto - Maria Ahn, violoncellista e modella sudcoreana
- 30 agosto - Tony Buff, attore pornografico e regista statunitense
- 30 agosto - Carlo Checchinato, ex rugbista a 15 e dirigente sportivo italiano
- 30 agosto - Gavino Manca, politico italiano
- 30 agosto - Innocent Ozurumba, ex calciatore e ex giocatore di calcio a 5 nigeriano
- 30 agosto - Mario Sciacqua, allenatore di calcio, dirigente sportivo e ex calciatore argentino
- 30 agosto - Paulo Sousa, allenatore di calcio e ex calciatore portoghese
- 31 agosto - Massimo Casanova, politico italiano
- 31 agosto - Derrick Chandler, ex cestista statunitense
- 31 agosto - Kristina Cook, cavallerizza britannica
- 31 agosto - Debbie Gibson, cantautrice e attrice statunitense
- 31 agosto - Bianca Laura Granato, politica italiana
- 31 agosto - Nikola Gruevski, politico macedone
- 31 agosto - Arie van Lent, allenatore di calcio e ex calciatore olandese
- 31 agosto - Epic Mazur, cantante, rapper e produttore discografico statunitense
- 31 agosto - Gakuto Mikumo, scrittore giapponese
- 31 agosto - Jeremy Nobis, sciatore alpino statunitense († 2023)
- 31 agosto - Stephanie Novacek, mezzosoprano statunitense
- 31 agosto - Nikodīmos Papavasileiou, allenatore di calcio e ex calciatore cipriota
- 31 agosto - James Robinson, ex cestista statunitense
- 31 agosto - Rania al-Yāsīn, regina kuwaitiana
- 31 agosto - Gianluca Semprini, giornalista e conduttore televisivo italiano
- 31 agosto - Leōnidas Vokolos, allenatore di calcio e ex calciatore greco
- 31 agosto - Zack Ward, attore canadese
- 31 agosto - Ian Williams, musicista, compositore e cantante statunitense